# Tectonique
Pour l’article ayant un titre homophone, voir Tecktonik.
La tectonique, du grec ancien τέκτων / téktōn signifiant « ouvrier », « artisan », « charpentier », est l'étude des structures géologiques d'échelle kilométrique et plus, telles les chaînes de montagnes ou les bassins sédimentaires, et des mécanismes qui en sont responsables. Cette discipline est directement rattachée à la tectonique des plaques.
La néotectonique désigne les processus récents (quaternaire) et encore actifs.
À plus petite échelle on parle de microtectonique :

« La microtectonique se propose d'étudier la déformation à l'échelle de l'affleurement, de l'échantillon et de la lame mince, c'est-à-dire en gros depuis l'échelle du millimètre jusqu'à celle du mètre. »

— M. Mattauer, Les déformations des matériaux de l'écorce terrestre, Hermann, 1980
La tectogenèse, parfois appelée aussi tectonique, désigne la formation de structures tectoniques dans la croûte terrestre.

## Principaux processus étudiés

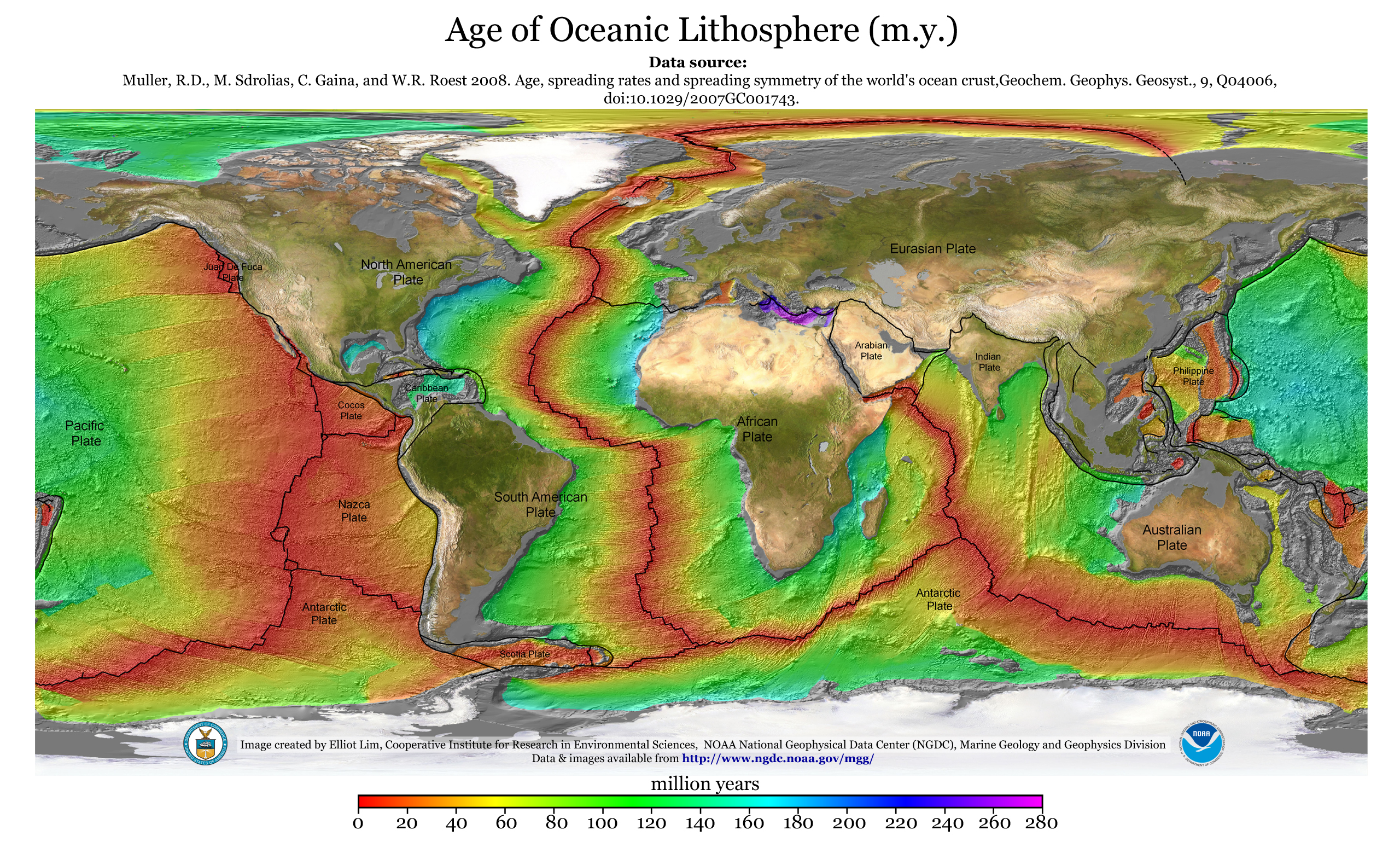
Carte de l'âge des fonds océaniques du plus récent en rouge au plus ancien en violet, mettant ainsi en évidence les dorsales océaniques.

Les phénomènes de convergence lorsque deux plaques tectoniques se rapprochent :
- la subduction continent-océan et océan-océan ;
- la collision continentale ;
- l'obduction continentale.

Les phénomènes de divergence lorsque deux plaques s'éloignent :
- la divergence océanique ;
- la divergence continentale.

Les phénomènes de transcurrence lorsque deux plaques glissent horizontalement l'une contre l'autre au niveau d'une faille transformante.
Les structures tectoniques se forment dans ces trois systèmes sous les effets dominants d'une compression dans les zones convergentes (Alpes, Himalaya, etc), d'une extension dans les zones divergentes (fossé rhénan, vallée du Grand Rift, dorsales médio-océaniques, etc) et d'un coulissement dans les régions transcurrentes (faille de San Andreas, faille nord-anatolienne, etc).